# 马扎尔凯西
马扎尔凯西（匈牙利語：Magyarkeszi）是匈牙利托尔瑙州所辖的一个村，总面积38.16平方公里，总人口1233，人口密度32.3人/平方公里（2010年1月1日）。